# Carlos José Báez
Carlos José Báez Vargas (Asunción, 1º novembre 1953) è un ex calciatore paraguaiano, di ruolo attaccante.

## Carriera

### Club
Ha giocato nella massima serie dei campionati paraguaiano e spagnolo.

### Nazionale
Dal 1974 al 1977 ha giocato 21 partite con la nazionale paraguaiana, prendendo parte alla Copa América 1975.

## Palmarès

### Club

#### Competizioni nazionali
- Campionato paraguaiano: 3

Cerro Porteño: 1973, 1974, 1977